# Biobío (sông)

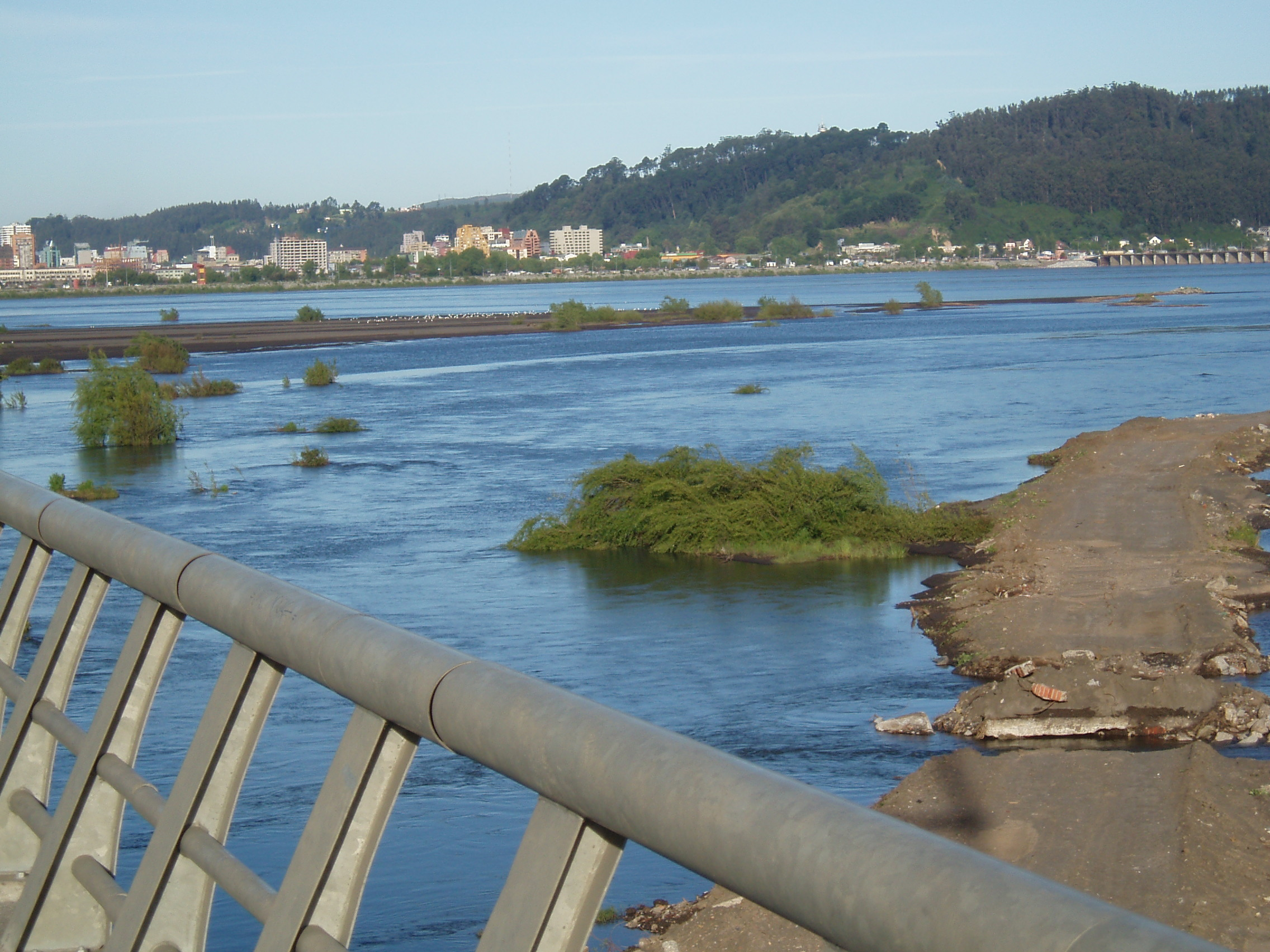
Sông Biobío đoạn qua Concepción, chẳng bao xa nữa là đến cửa sông đổ ra Thái Bình Dương.

Sông Biobío (tiếng Tây Ban Nha: Río Biobío) hay sông Bío Bío là dòng sông lớn thứ hai Chile xét về lưu lượng. Sông bắt nguồn từ hồ Icalma và hồ Galletué trên dãy Andes, băng qua 380 km đất liền trước khi đổ vào vịnh Arauco thuộc Thái Bình Dương.
Các phụ lưu lớn của sông Biobío là sông Malleco và sông Laja. Sông dài thứ hai Chile, chỉ sau sông Loa và có lưu vực rộng thứ ba nước này, xếp sau lưu vực sông Loa và sông Baker. Biobío cũng là sống rộng nhất Chile với chiều rộng bình quân là 1 km. Có bốn cây cầu bắc qua sông này tại vùng đô thị Concepción: cầu đường sắt Biobío (1889), cầu Biobío (1942), cầu Juan Pablo II (1973) và cầu Llacolén (2000).

## Dòng chảy
Sông Biobío khởi nguồn từ bờ đông hồ Galletué. Sau khi chảy về hướng đông vài kilômét, sông gặp nguồn nước của hồ Icalma do một con suối ngắn dẫn đến. Tiếp theo Biobío đảo dòng chảy về hướng tây bắc, uốn khúc quanh co qua thung lũng dãy Andes rộng lớn và nhận thêm nước từ một số phụ lưu nhỏ (sông Lonquimay và Rahue, trong đó Longquimay nhận nước từ một số sông băng trên núi Sierra Nevada). Từ chỗ hợp lưu với dòng Rahue, khúc phía trên của sông Biobío (gọi là Alto Bio Bío) bắt đầu chảy nhanh qua một thung lũng hẹp được bao bọc bởi núi non ngày một dốc đứng khi sông chảy xuống nơi thấp hơn. Sau khi bị ngăn bởi đập Ralco, chảy men theo đoạn tây nam của núi lửa Callaqui rồi đổ xuống hồ chứa nước Pangue.
Sau khi đến được thung lũng Longitudinal, sông chảy qua một vùng đất khá bằng phẳng và hợp cùng các sông Duqueco và Bureo thành một sông rộng hơn và chảy chậm hơn. Đến gần Nacimiento thì khúc giữa của sống Biobío hợp với sông Vergara, tiêu nước cho cả một vùng rộng lớn của bồn địa sông phía nam sau khi nhận nước từ sông Malleco, sông Renaico và sông Rahue.
Về sau Biobío tiếp tục hợp với sông Tavolevo chảy từ dãy Nahuelbuta về phía đông, sông Guaqui chảy từ vùng đối thấp dưới chân dãy Andes từ phía đông chảy tới và sông Rele chảy từ vùng sườn dốc phía đông dãy Nahuelbuta ở phía tây tới.
Về phía đông của dãy núi duyên hải Chile, gần các thành phố San Rosendo và La Laja, sông Biobío lại nhập cùng sông Laja. Từ đây chiều rộng của sông tăng lên đáng kể và đạt tới 2 km tại cửa sông đổ vào Thái Bình Dương (gần San Pedro de la Paz, Đại Concepción). Dọc đường đi còn có sông Quilacoya đổ vào bờ bắc sông Biobío tại một vị trí cách thị trấn Hualqui 9 km.

## Lịch sử
Tên gọi "Biobío" bắt nguồn từ tiếng Mapudungun - một ngôn ngữ Mapuche. Trong giai đoạn sau của cuộc chiến tranh Arauco, dòng sông từng là biên giới giữa vùng La Araucanía do người Mapuche tự trị ở phía nam và vùng do Vương quốc Chile dưới quyền Tây Ban Nha quản lý. Đến thập niên 1880, lãnh thổ phía nam con sông này mới sáp nhập vào Chile thông qua các chiến dịch "Thái Bình Dương hóa Araucanía".
Trước đây tàu thuyền có thể đi trên sống đến tận thành phố Nacimiento. Tuy nhiên, nạn chặt gỗ quá mức trong thế kỷ 20 đã gây xói mòn đất nghiêm trọng, khiến dòng sông bị bồi tụ phù sa nên giao thông của tàu thuyền cũng chấm dứt.